# Julius Lewy
Julius Lewy (* 16. Februar 1895 in Berlin-Charlottenburg; † 19. Juni 1963 in Cincinnati) war ein deutsch-amerikanischer Assyriologe und Semitist.

## Leben
Lewy kam aus einer jüdischen Familie und war zionistisch orientiert. Er studierte Orientalistik/Semitistik mit Schwerpunkt Assyriologie in Leipzig und Berlin bei Heinrich Zimmern, Friedrich Delitzsch and Eduard Meyer. 1921 wurde er mit einer Arbeit zum Thema Das Verbum in den „Altassyrischen Gesetzen“ mit Berücksichtigung von Schrift-, Lautlehre und Syntax promoviert. 1922 habilitierte er in Assyriologie an der Justus-Liebig-Universität Gießen; entsprechend seiner Beschäftigung mit Religions- und allgemeiner Geschichte wurde seine Venia legendi auf „Geschichte des Alten Orients“ erweitert und Lewy hatte ab 1930 eine Professur inne. Zugleich war er seit 1929 Kurator für die Keilschriftsammlung der Universität Jena.
1933 wurde Lewy als Jude von den Nationalsozialisten entlassen, obwohl er als ehemaliger „Frontkämpfer“ unter die Ausnahmeregelungen des Berufsbeamtengesetzes fiel. Er emigrierte nach Frankreich, wo er ein Jahr an der Universität von Paris (Sorbonne) Assyriologie lehrte und im Louvre Keilschrifttafeln faksimilierte. 1934 emigrierte er nach Palästina, fand jedoch keine Stelle und ging im gleichen Jahr weiter in die USA, wo er zunächst mehrere Gastprofessuren u. a. an der Johns Hopkins University annahm. Aufgrund seines zionistischen Engagements hatte er Probleme, eine feste Anstellung zu erhalten, bis er 1936 am Hebrew Union College in Cincinnati eine Professur für Semitische Sprachen und Biblische Geschichte erhielt.
Seine Migrationsgeschichte hatte keine negativen Auswirkungen auf seine wissenschaftliche Arbeit. Seine Forschungen und Publikation, vor allem zu semitisch-indogermanisch-hethitische Kultur- und Sprachkontakte der assyrischen Außenprovinzen in Anatolien setzte er fort. Es folgten umfangreiche Untersuchungen zu den Ausgrabungen von Kültepe, die er 1925 erstmals besucht hatte. Hierzu hatte er eine ganze Reihe grundlegender Editionen vorgelegt, die wegen ihrer philologisch-sprachwissenschaftlichen Akribie als standardsetzend gerühmt wurden. Seine Bemühungen um eine umfassende kulturgeschichtliche Analyse zeigt sich auch in der Zusammenarbeit bei der Edition mit Georg Eisser „Die altassyrischen Rechtsurkunden von Kültepe“.
Lewy gehörte zum festen Mitarbeiterstab des Chicago Assyrian Dictionary. Seine wichtigste Schülerin und Mitarbeiterin war seine Frau Hildegard (1903–1969), die nach seinem Tod als seine Nachfolgerin die Professur in Cincinnati innehatte.

## Veröffentlichungen
- Studien zu altassyrischen Texten aus Kappadokien, 1922.
- Forschungen zur alten Geschichte Vorderasiens, 1925.
- Die altassyrische Texte vom Kültepe bei Kayserije, 1926.
- Chronologie der Könige von Israel und Juda, 1927.
- Die Kültepe-Texte des. Slg. Rudolf Blanckertz, 1929.
- Die Kültepe-Texte d. Slg. Frida Hahn, 1930.
- Die altassyrischen Rechtsurkunden vom Kültepe I–IV, 1930–35 (mit G. Eisser)
- Die Keilschrifttexte aus Kleinasien d. Hilprecht-Slg. Jena, 1932
- Textes cappadociennes I-III, 1935–37.

## Weiterführende Literatur
- Ernst Friedrich Weidner, Julius Lewy. (16. Februar 1895 bis 19. Juni 1963), in: Archiv für Orientforschung 21, 1966, 262–263.
- Karl Hecker, in: Gießener Gelehrte in der ersten Hälfte des 20. Jahrhunderts, Bd. 2, 1982, 626–633.
- Karl Hecker: Lewy, Julius. In: Neue Deutsche Biographie (NDB). Band 14, Duncker & Humblot, Berlin 1985, ISBN 3-428-00195-8, S. 419 (Digitalisat).
- Lewy, Julius, in: Michael Grüttner: Ausgegrenzt: Entlassungen an den deutschen Universitäten im Nationalsozialismus. Biogramme und kollektivbiografische Analyse, de Gruyter/Oldenbourg, Berlin/Boston 2023, ISBN 978-3-11-123678-0, S. 191.